# Neopsammodius quinqueplicatus
Neopsammodius quinqueplicatus is een keversoort uit de familie bladsprietkevers (Scarabaeidae). De wetenschappelijke naam van de soort is voor het eerst geldig gepubliceerd in 1871 door Horn.